# 灌肠 (北京小吃)

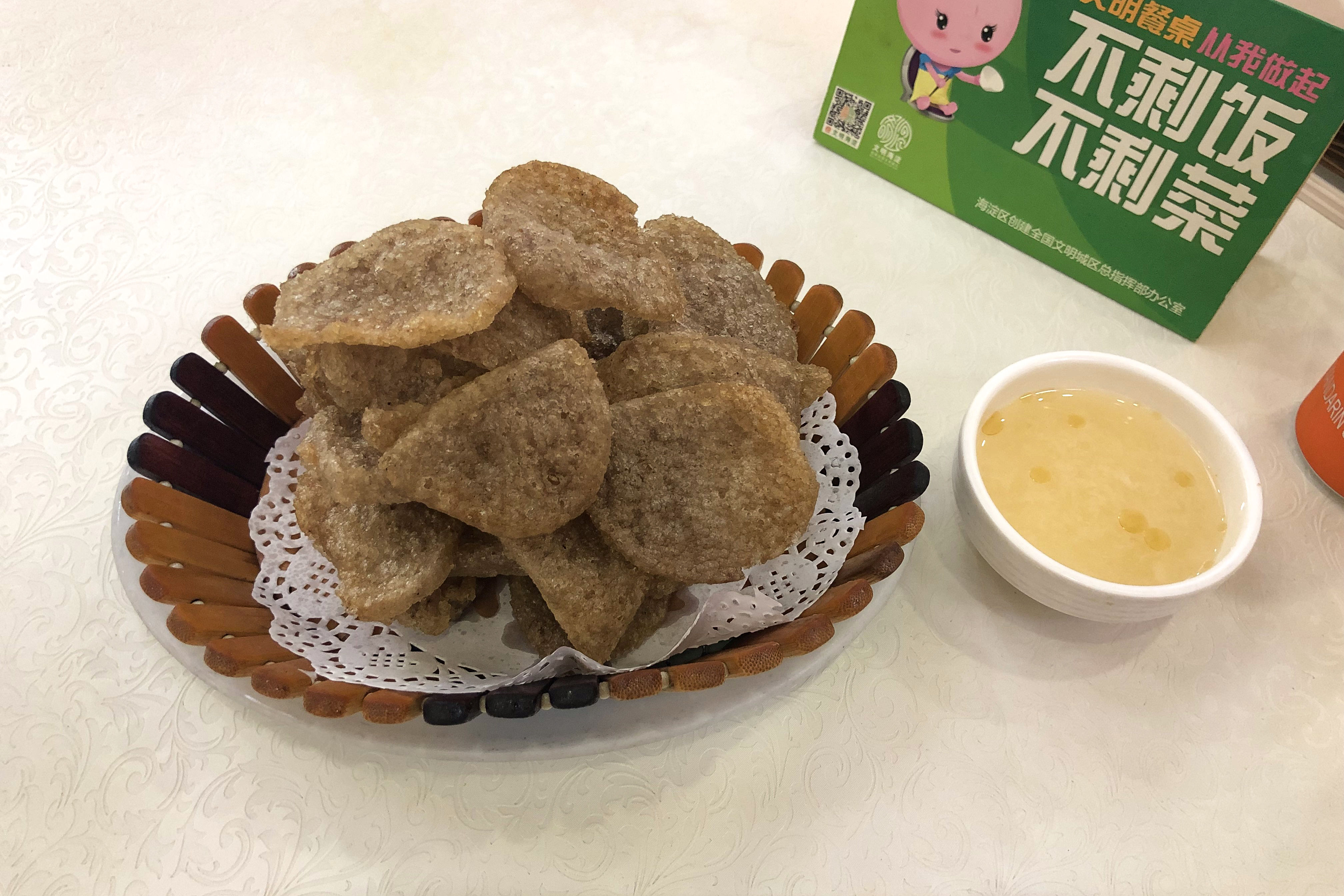
灌肠和蒜汁

灌肠是一种北京特有的风味小吃，早在明朝刘若愚所著《明宫史》中就有记载。清朝光绪年间福兴居的灌肠在京城小有名气，福兴居的掌柜被称为为“灌肠普”，传说其制作的灌肠为慈禧所喜。老北京的灌肠又以长安街聚仙居的最好。
最初的灌肠是用猪大肠灌製进淀粉、碎肉制成的，后来随着历史的发展，灌肠的制作工艺发生了变化，改用淀粉加上红麯和香料灌在猪小肠中成型，而现在超市中能够买到的灌肠则把红曲和小肠都省去了，仅仅是用绿豆淀粉加香料灌制成型的一个长长的淀粉肠。

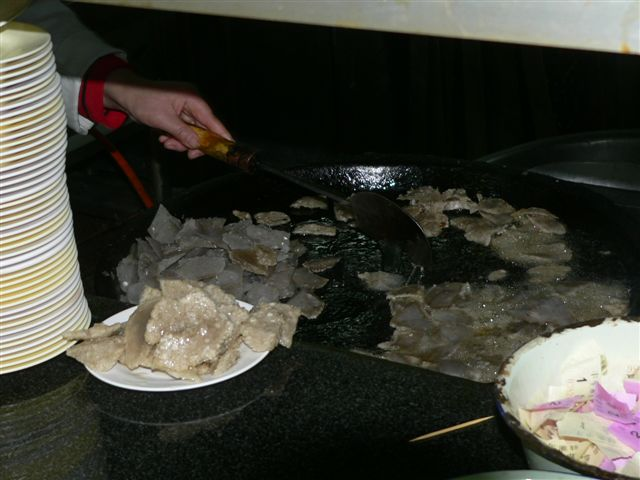
煎灌肠

灌肠讲究用猪大肠中炼出的油炸製，因此正宗的炸灌肠闻起来总有一股猪大肠的特殊味道，但现在人们出于健康的考虑已经很少用猪大肠炸製的油来炸灌肠。炸灌肠的时候须先将成型的灌肠切片，在饼铛中炸至两面冒泡变脆，即取出浇上拌好的盐水蒜汁趁烫吃。